# Zákon nezvratnosti (Aleš Veselý)
Socha, kterou Aleš Veselý nazval Zákon nezvratnosti, je jeho poslední realizací (2015). Vznikla na žádost Evropského Židovského kongresu, který věnoval toto torzo skály památníku Terezín k uctění památky židovských obětí druhé světové války. Je umístěna poblíž bývalého terezínského krematoria.

## Popis a souvislosti
Sochu tvoří obrovský kus skály o průměru zhruba 3 m a váze 36 tun, vyzdvižený na trojúhelníkové ocelové konstrukci. Použitá hornina je zvláštním druhem načervenalého pegmatitu, pocházejícího z lomu na Sibiři. Obsahuje krystaly slídy, která vytváří vzory připomínající hebrejské písmo a bývá proto nazýván „židovský kámen“. Nosná konstrukce z nerezové oceli stojí nad vypouklou kovovou zrcadlovou plochou. Ta odráží zdánlivě levitující balvan i nebe nad ním.
Aleš Veselý užívá balvany upevněné na ocelových vzpěrách v několika variantách soch nebo bran. Kámen nad hlavou je mementem lidského osudu nebo metaforickým vyjádřením vyššího a nezpochybnitelného zákona univerza, který je mimo dosah lidské vůle. Zároveň jsou pro něj kameny spojeny s místy, kde se odehrávaly všechny důležité okamžiky minulosti.
Podle autora je „tato socha naplněním mých dlouholetých představ a uvažovaní o neodvratitelnosti a neovlivnitelnosti dějů a zákonitostí v dimensích universa permanentních věčných a neuchopitelných možnostmi našeho chápání – naší malostí.“
ZÁKON NEZVRATNOSTI
Primární zákon -

Je zákon nad námi – má sílu neodvratitelnosti -

Primární síla – stálá – trvající, uvedená do pohybu v momentu vzniku a zrodu. Pohyb, který počal - přesto nemá začátek – nemá konec – ten, který byl, je a bude – který trvá.

Osud – nevyzpytatelný, slepý? Snad, ale proto spravedlivý.

My neznáme tu nejvyšší normu spravedlnosti – tu nejvyšší normu zákona mimo nás –

to absolutní měřítko – to je pro nás neuchopitelné a nepostižitelné – naší maličkostí neovlivnitelné.

My neznáme ten prvotní záměr a proto se občas bouříme a vzpíráme, ale pouze tou silou, která je nám dopřána právě tím nepoznatelným zákonem.

Zákon – víra – osud – primární síla – absolutno –

to, co je nahoře, je i dole, před námi i za námi, vpravo i vlevo,

vně i uvnitř,

předtím i potom –

teď a napořád –

bez začátku – bez konce

(Aleš Veselý, 2015)

### Jiná díla
- Průchod pod balvanem, projekt pro velkou sochu (1991)[4]
- Kadesh Barnea Monument (1997-2005)[5]
- Seshora do středu (2000)[5]
- Průchod vertikálou (2003-2004)[5]
- Tři brány (2004-2005)[5]

### Fotodokumentace

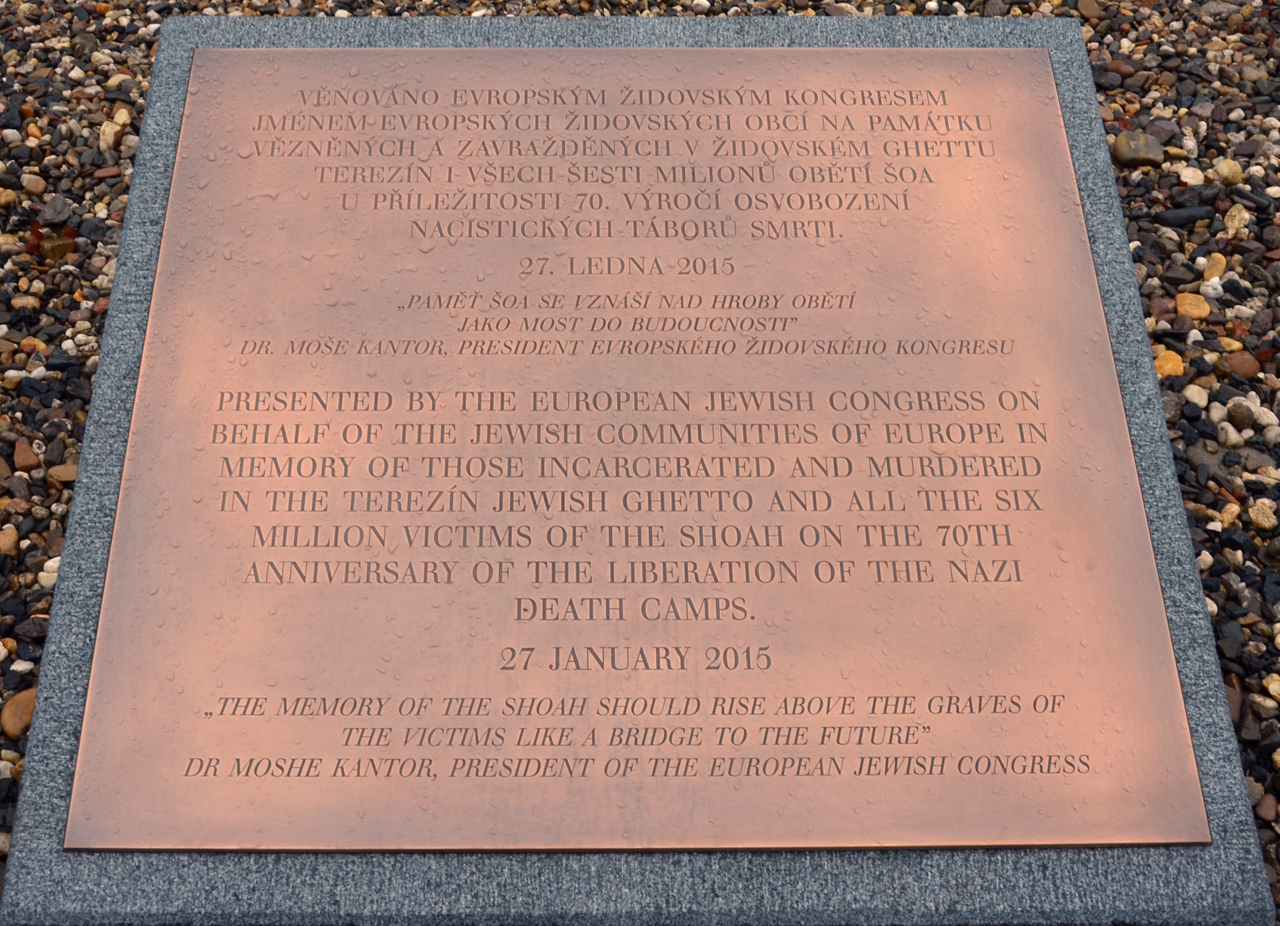
Aleš Veselý, Zákon nezvratnosti (2015), dedikace, Terezín
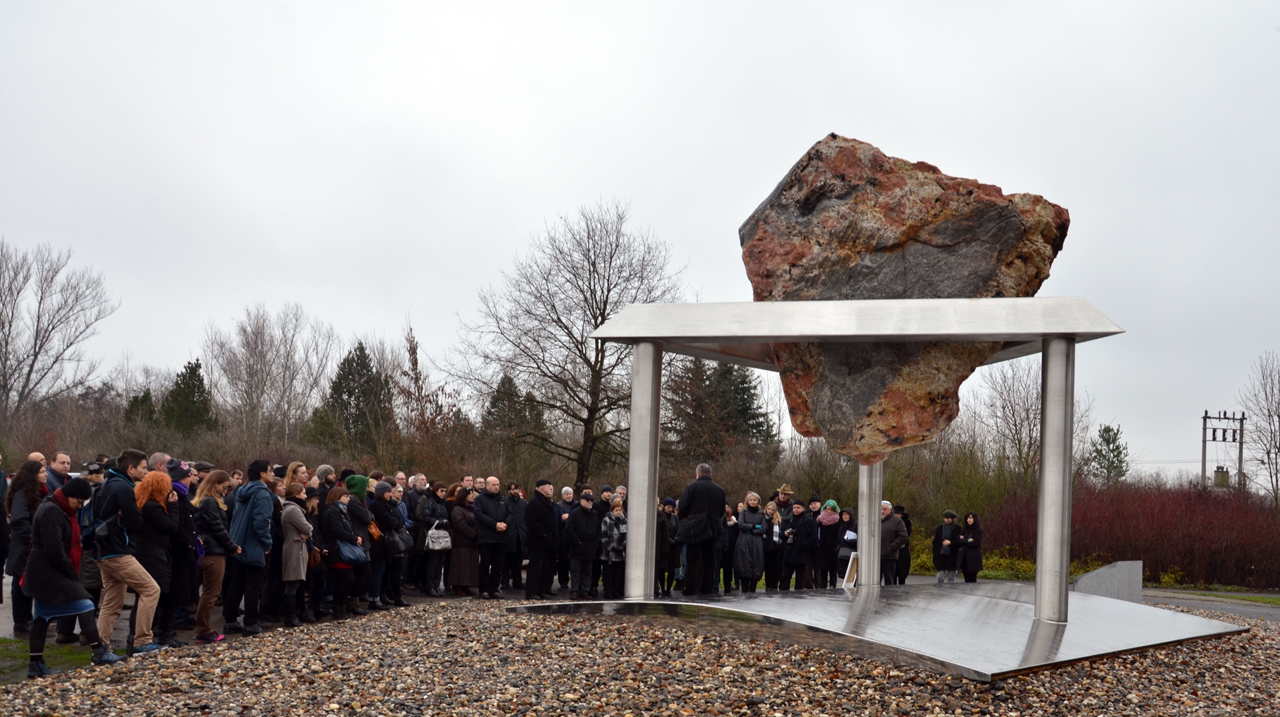
Aleš Veselý, Zákon nezvratnosti (2015), odhalení památníku 20.12. 2015, Terezín
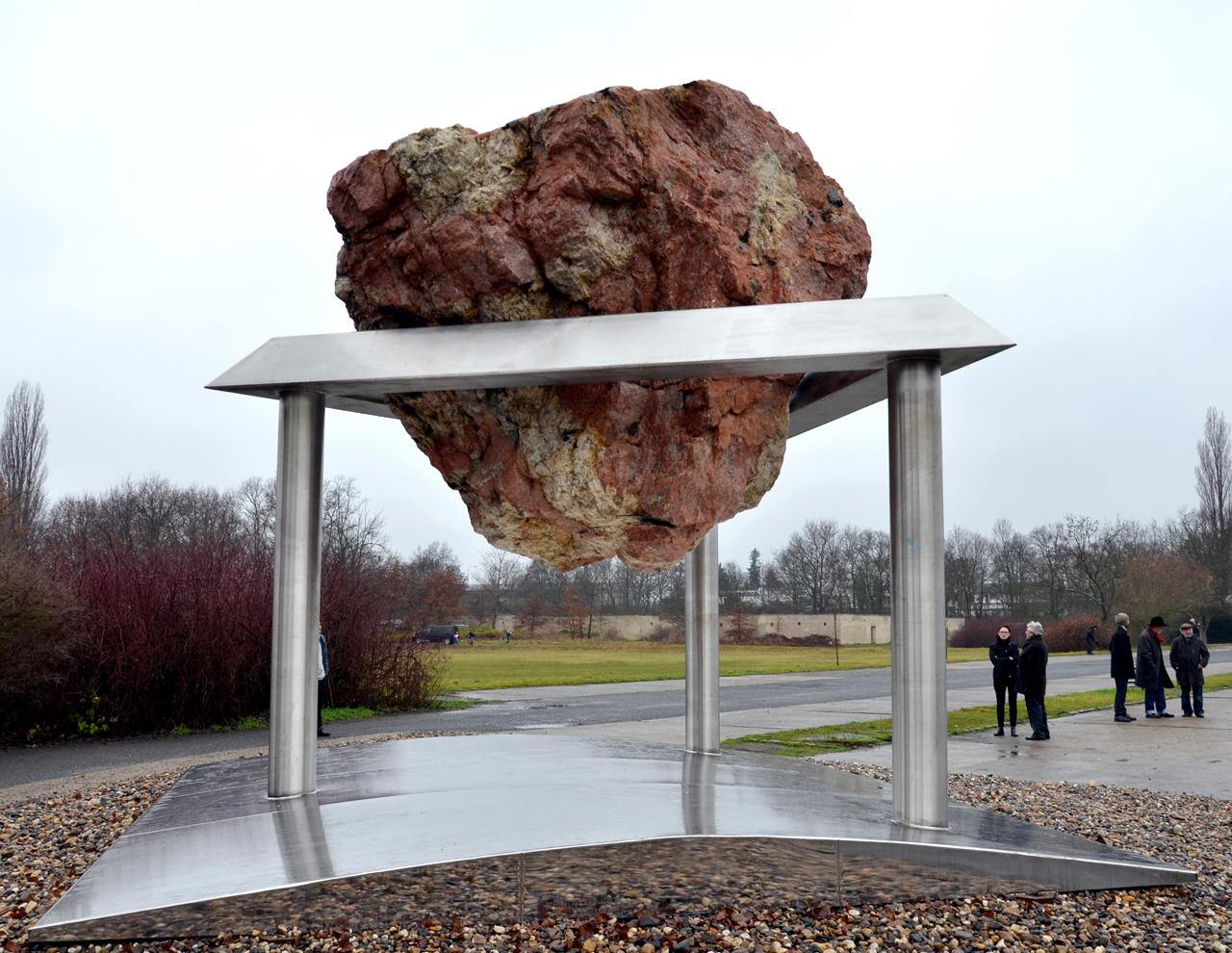
Aleš Veselý, Zákon nezvratnosti (2015) II, Terezín
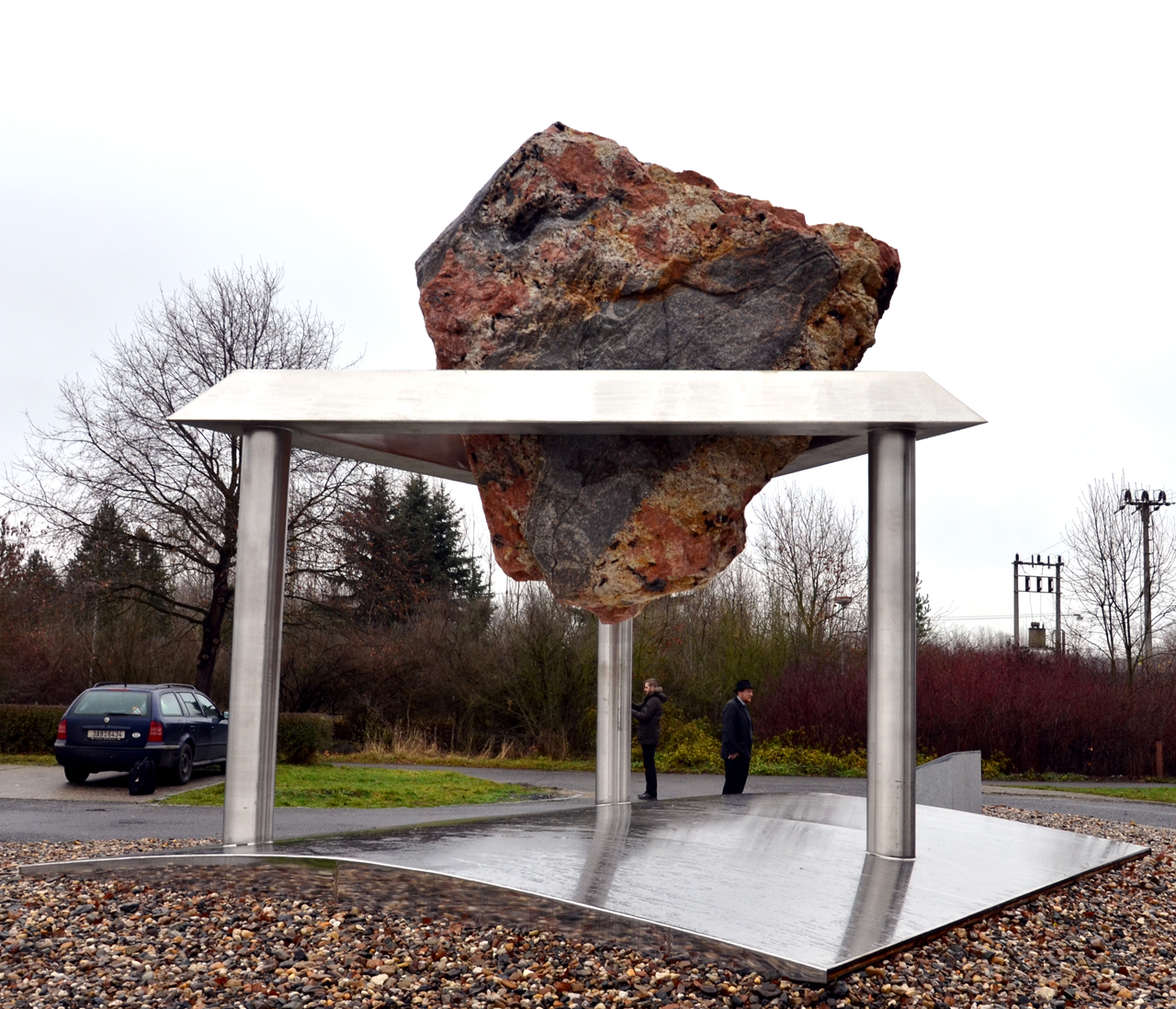
Aleš Veselý, Zákon nezvratnosti (2015) III, Terezín